# Bitwa pod Vellinghausen

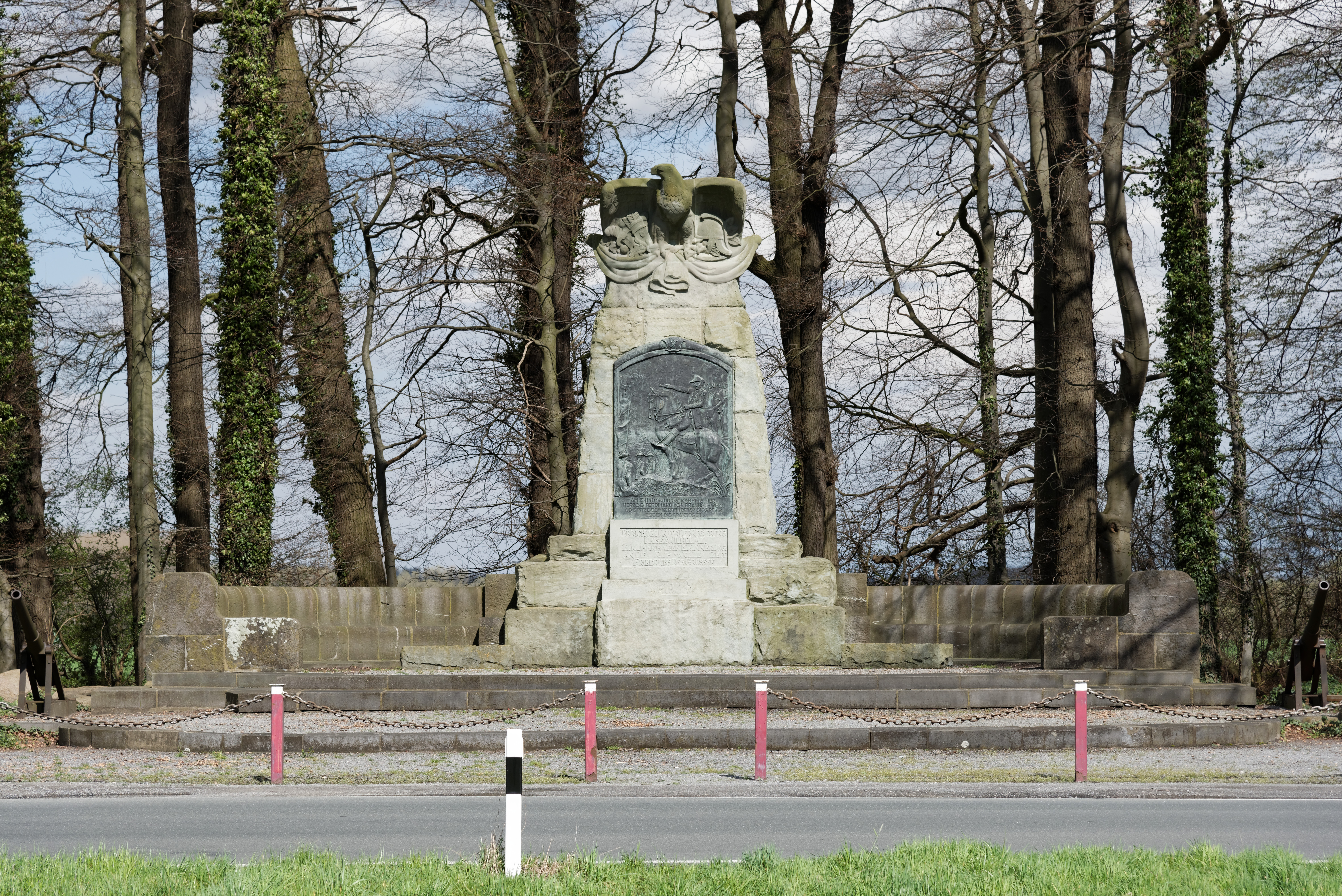
Pomnik upamiętniający bitwę pod Vellinghausen. Welver, Niemcy.

Bitwa pod Vellinghausen  – starcie zbrojne, które miało miejsce w dniach 15-16 lipca 1761 roku, w ramach wojny siedmioletniej. Starcie to odbyło się pomiędzy wojskami francuskimi, dowodzonymi przez księcia de Broglie i księcia de Soubise, a armią sojuszniczą pod dowództwem księcia Ferdynanda Brunszwickiego.

## Tło konfliktu
Na początku lipca 1761 roku siły księcia de Broglie i księcia de Soubise połączyły się, aby zmusić sojuszniczą armię księcia Fryderyka do wycofania się za rzekę Lippe, co wiązałoby się z utratą strategicznie istotnego miasta Lippstadt. Ferdynand zajął pozycję na południe od rzeki Lippe, przygotowując obronę przeciwko nadciągającym wojskom francuskim.
Armia sojusznicza rozlokowała się na łańcuchu wzgórz, rozciągających się od Vellinghausen do Hilbeck, przy czym jej pozycje były rozdzielone przez rzekę Ahse. Przed frontem prawego skrzydła sił sojuszniczych znajdował się podmokły strumyk Salzbach, co mogło stanowić przeszkodę dla wojsk przeciwnika.

## Plan bitwy
Wśród dowództwa francuskiego wystąpiły poważne rozbieżności dotyczące strategii, wynikające z równorzędnego statusu dwóch dowódców: de Soubise i de Broglie. Ostatecznie ustalono podział obowiązków: de Broglie miał zaatakować pozycje sojuszników pomiędzy rzekami Ahse i Lippe, podczas gdy de Soubise poprowadził działania na lewym skrzydle wojsk francuskich, w rejonie Werle. Atak miał rozpocząć się wczesnym rankiem 16 lipca 1761.

## Przebieg bitwy

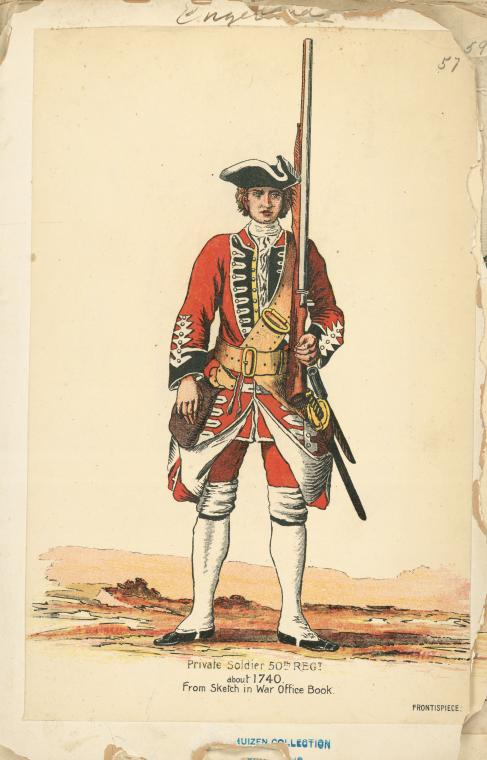
Piechur brytyjski z 50 Pułku, który brał udział w bitwie pod Vellinghausen

Siły pod dowództwem de Broglie rozpoczęły marsz w kierunku Vellinghausen wieczorem 15 lipca 1761 roku. Heski generał von Wutginau, dowodzący lewym skrzydłem sojuszniczym, został zaskoczony przez francuski atak, zanim jego korpus zdążył zająć wyznaczoną pozycję. Dodatkowym problemem okazała się ograniczona ilość amunicji. Francuzi wzmocnili nacisk, próbując wykorzystać swoje początkowe powodzenie.
Równolegle de Broglie rozwinął atak na wzgórze Dünckerburg powyżej Vellinghausen, bronione przez brytyjską piechotę markiza Granby'ego, oraz kilka regimentów kawalerii hanowerskiej. Pomimo zaskoczenia, siły niemiecko-brytyjskie powstrzymały francuski atak, a walki trwały aż do zmierzchu.

## Nocne przegrupowanie i kontynuacja starcia
Podczas nocnego przegrupowania obie strony umocniły swe pozycje. De Broglie przygotował rezerwy, aby ponowić atak następnego dnia, podczas gdy Ferdynand przesunął swe siły przez rzekę Ahse, wzmacniając lewe skrzydło kosztem prawego, aby osiągnąć równowagę z siłami de Broglie. W wyniku tych manewrów siły de Soubise znacznie przewyższały liczebnie sojusznicze prawe skrzydło.
O świcie de Broglie wznowił ataki wokół Vellinghausen, spodziewając się, że de Soubise zaatakuje na francuskim lewym skrzydle. Jednal de Soubise wysłał jedynie niewielkie siły na lewe skrzydło i zaatakował wieś Scheidingen, podczas gdy większa część jego armii pozostała bezczynna. Po ciężkim ataku na skrzydło de Broglie, świeże sojusznicze siły generała Wolffa zza rzeki Lippe naparły wzdłuż lewego brzegu rzeki, zaskakując Francuzów w trakcie przegrupowania i zmuszając do niezorganizowanego odwrotu. W tym momencie całe lewe skrzydło Ferdynanda ruszyło do ataku, a żołnierze księcia de Broglie rzucili się do ucieczki. Jeden z jego regimentów poddał się. Bitwa zakończyła się około południa, gdy sprzymierzeni zajęli pole walki, a cała armia francuska rozpoczęła generalny odwrót.

## Bilans strat
Alianci ponieśli stratę 1400 ludzi, podczas gdy straty francuskie wyniosły 3112 żołnierzy [wymaga weryfikacji?](w tym polegli, ranni i wzięci do niewoli). Wieczorem 15 lipca Francuzi zdobyli trzy działa pułku pod Vellinghausen, natomiast rankiem 16 lipca ponieśli klęskę.